# Mesamphisopus albidus
Mesamphisopus albidus là một loài chân đều trong họ Mesamphisopidae. Loài này được Gouws miêu tả khoa học năm 2008.